# Palm Trees and Power Lines
Palm Trees and Power Lines ist ein Filmdrama von Jamie Dack, das Ende Januar 2022 beim Sundance Film Festival seine Premiere feierte.

## Handlung
Die 17-jährige Lea ist zunehmend von den Treffen mit ihren unreifen Altersgenossen gelangweilt. Nach einem Abendessen mit dem älteren Tom, der sie aus einer unangenehmen Situation gerettet hat, ist sie anfänglich noch misstrauisch, bald aber fasziniert von dem Mann, der doppelt so alt wie sie ist.

## Produktion

### Regie und Drehbuch

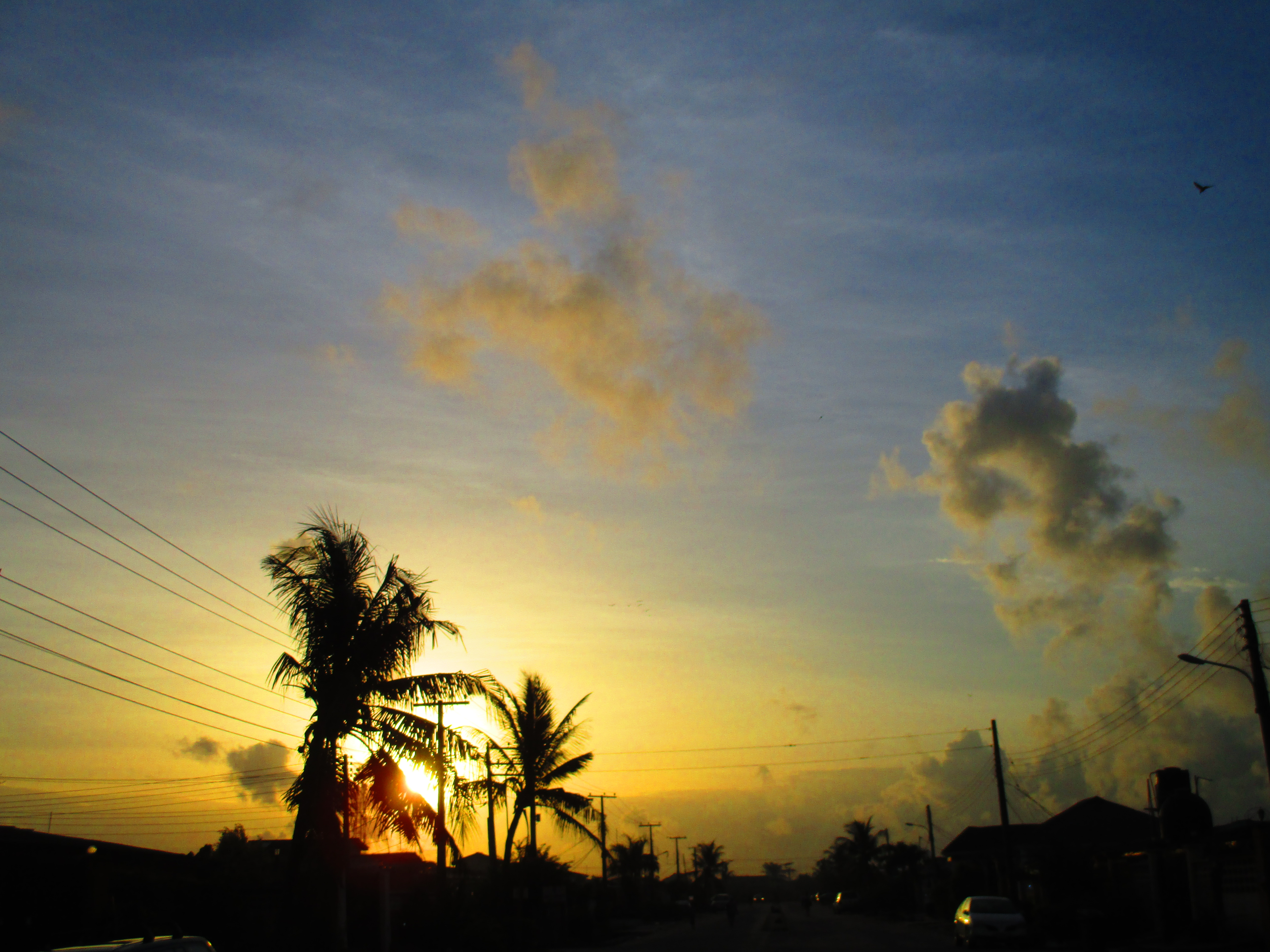
Der Filmtitel bedeutet übersetzt so viel wie „Palmen und Stromleitungen“

Es handelt sich bei Palm Trees and Power Lines um das Regiedebüt bei einem Spielfilm von Jamie Dack, die gemeinsam mit Audrey Findlay auch das Drehbuch schrieb. Dack adaptierte hierfür ihren gleichnamigen Kurzfilm, der bei den Filmfestspielen von Cannes 2018 seine Premiere feierte.

### Veröffentlichung
Erste Vorstellungen des Films erfolgen ab dem 24. Januar 2022 beim Sundance Film Festival. Ende April 2022 wurde er beim San Francisco International Film Festival gezeigt. Anfang September 2022 wurde er beim Festival des amerikanischen Films in Deauville im Hauptwettbewerb vorgestellt. Ende September, Anfang Oktober 2022 wurde er beim Filmfest Hamburg gezeigt. Im November 2022 wurde er beim Internationalen Filmfestival Mannheim-Heidelberg gezeigt und ebenfalls im November 2022 beim Internationalen Filmfestival von Stockholm. Zwischen Juli und September 2023 wird Palm Trees and Power Lines im Rahmen des New Zealand International Film Festivals gezeigt.

## Rezeption

### Kritiken

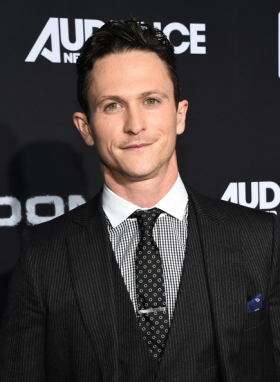
Jonathan Tucker spielt Tom

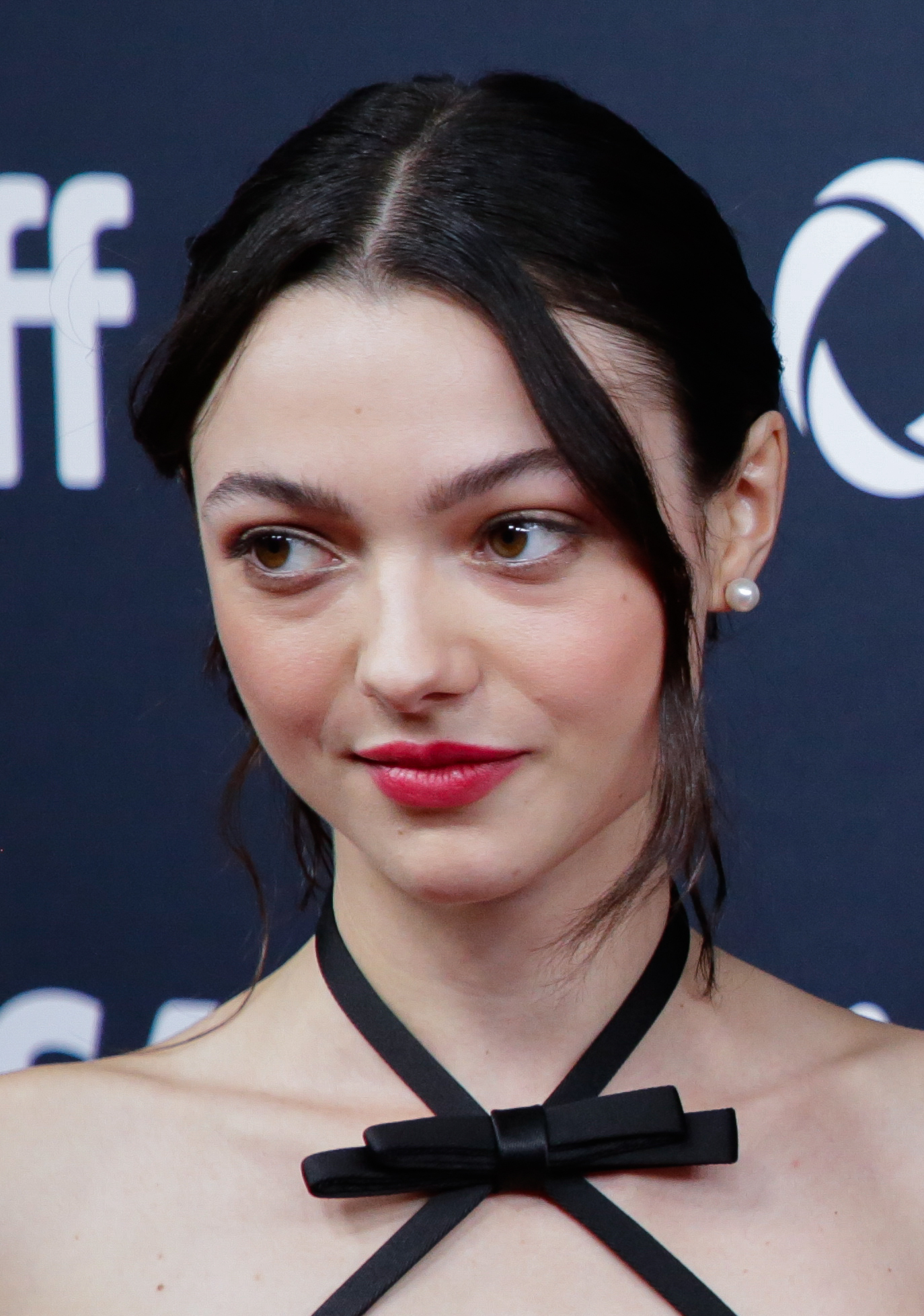
Lily McInerny spielt Lea

Von den bei Rotten Tomatoes aufgeführten Kritiken sind 91 Prozent positiv bei einer durchschnittlichen Bewertung mit 7,6 von 10 möglichen Punkten. Auf Metacritic erhielt der Film einen Metascore von 73 von 100 möglichen Punkten.

### Auszeichnungen
Festival des amerikanischen Films 2022
- Nominierung im Hauptwettbewerb
- Auszeichnung mit dem Preis der Jury[11][12]

Filmfest Hamburg 2022
- Nominierung für den NDR Nachwuchspreis[13]

Independent Spirit Awards 2023
- Nominierung als Bester Debütfilm
- Nominierung für das Beste Drehbuchdebüt
- Nominierung als Bester Nebendarsteller (Jonathan Tucker)
- Nominierung als Beste Nachwuchsdarstellerin (Lily McInerny)[14]

Mostra Internacional de Cinema em São Paulo 2022
- Nominierung im New Directors Competition (Jamie Dack)[15]

San Francisco International Film Festival 2022
- Nominierung als New Director (Jamie Dack)[3]

Semana Internacional de Cine de Valladolid 2022
- Auszeichnung mit dem Young Jury Award in der Time of History Section (Jamie Dack)[16]

Sundance Film Festival 2022
- Nominierung im U.S. Dramatic Competition
- Auszeichnung für die Beste Regie (Jamie Dack)[17]